# Windows Kontakte
Windows Kontakte ist das Nachfolgeprogramm des Windows-Addressbuchs (WAB) in Windows Vista.
Es interagiert mit Windows Mail. Das Programm benutzt ein neues XML-basiertes Schemaformat, in dem jeder Kontakt als eigene *.contact-Datei angelegt wird. Es speichert allgemeine Informationen des Kontaktes; jedem Kontakt kann auch ein Bild zugeordnet werden. Für die Zusammenarbeit mit anderen Programmen und das Speichern der Informationen existieren APIs. Das alte *.wab-Format und die offenen Standards *.vcf (vCard) und *.csv (CSV) werden ebenfalls unterstützt. Windows Kontakte bietet die meisten Funktionen des Windows-Adressbuchs.

## Merkmale
- Windows Kontakte ist als spezieller Ordner in Windows Vista angelegt.
- Kontakte können Gruppen zugeordnet werden
- Import von vCard, CSV, WAB und LDIF
- Export in vCard 2.1- und CSV-Format.
- Drucken als Memo, Business Card und Phone List
- Weil die Kontakte im Kontakte-Ordner gespeichert werden, können sie wie alle anderen Dateien indiziert und durchsucht werden. Einzelne Kontakte können über das Suchfeld im Startmenü angesprungen werden.
- Kontakte aus Windows Live Kontakte, ein Bestandteil von Windows Live Messenger und Windows Live Mail, konnten im Windows Kontakte-Ordner gespeichert werden, wenn die entsprechende Option im Windows Live Messenger aktiviert war. Wenn Kontakte im Windows Live Messenger geändert wurden, wurden sie auch im Windows Kontakte-Ordner aktualisiert.
- Windows Kontakte bietet APIs zum Erstellen, Lesen und Schreiben von Kontakten.